# Русско-Китайский банк

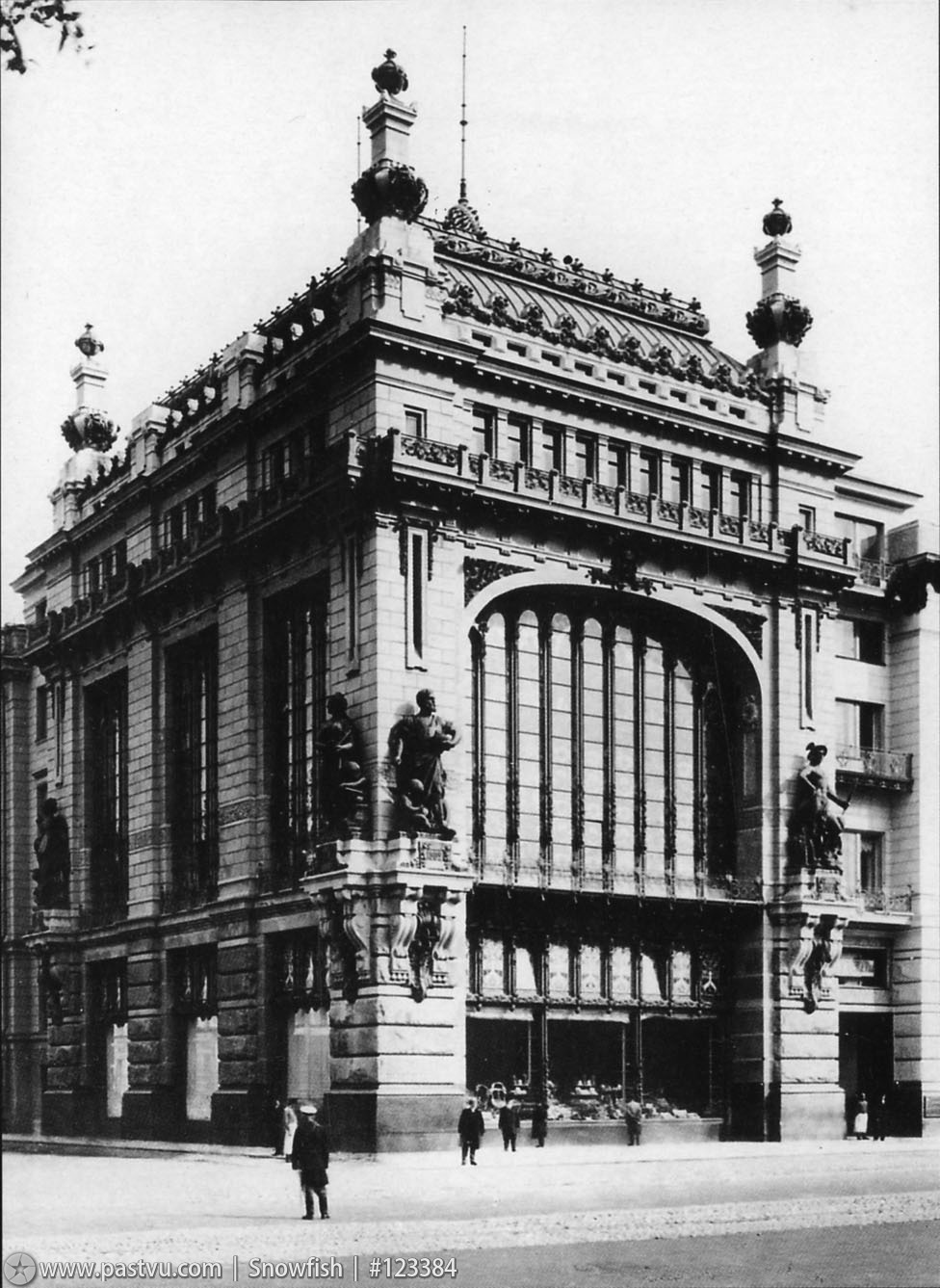
Здание, в котором располагался Русско-Китайский банк, фото 1903 года

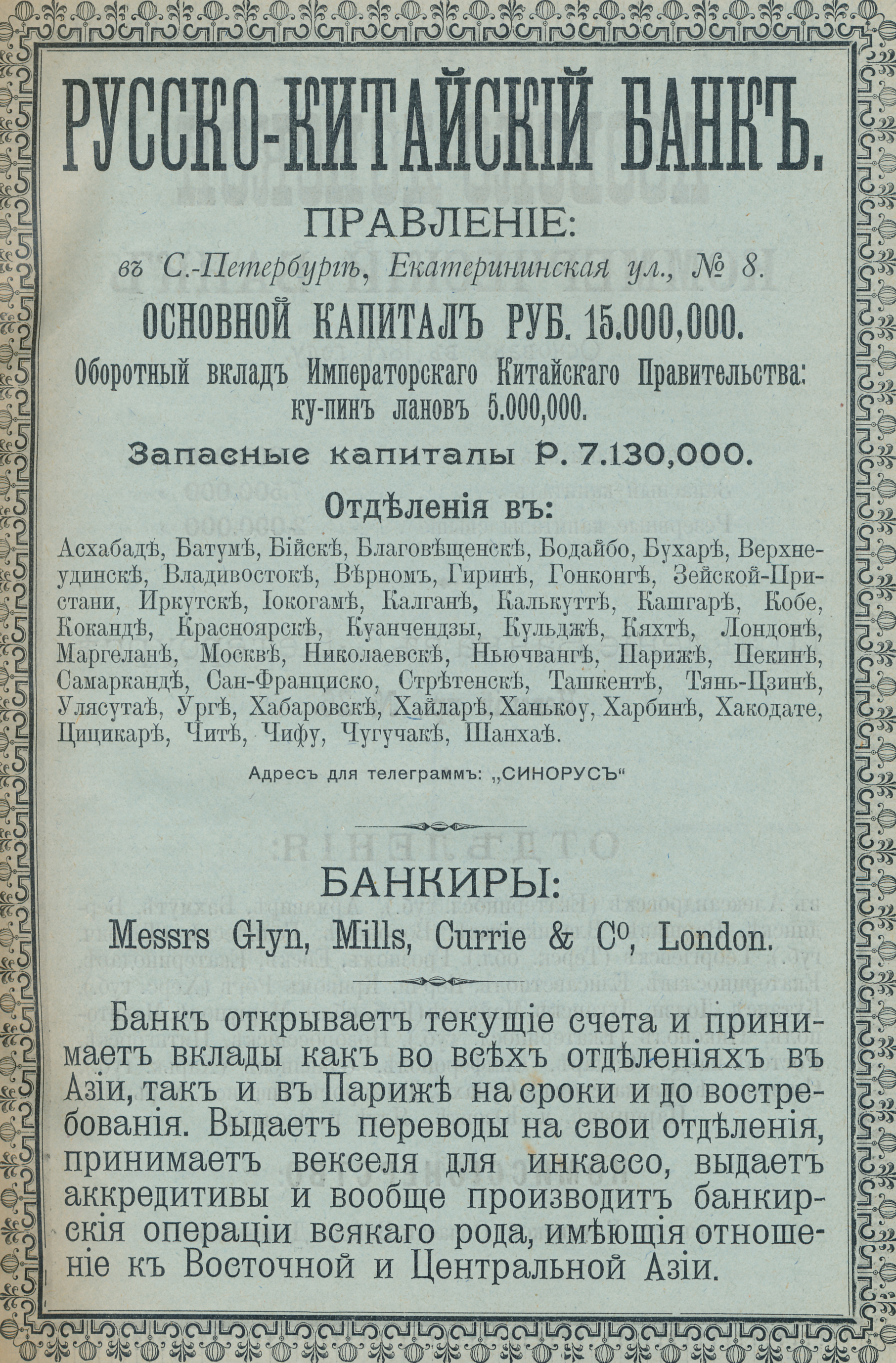
Реклама Русско-Китайского банка, 1907 год

Русско-Китайский банк (РКБ) — российский коммерческий банк, действовавший в 1896—1910 годах. Был создан для содействия развитию экономических связей Российской империи с Империей Цин (особенно в связи со строительством Китайско-Восточной железной дороги) и другими странами Восточной Азии, а также усиления там российского политического влияния в противовес британскому.

## История
Акционерный Русско-Китайский банк (РКБ) был учреждён по инициативе С. Ю. Витте. Устав РКБ был утверждён Николаем II 10 (22) декабря 1895 года. Местопребывание правления банка и управляющих директоров было определено в Санкт-Петербурге, здесь же должны были проводиться общие собрания акционеров. Местопребывание главной конторы банка было определено в Шанхае. Первое собрание акционеров банка состоялось 9 (21) января 1896 года.
Учредители банка были указаны в уставе в следующем порядке:
- Ухтомский Эспер Эсперович, князь
- Рене-Брис — член правления Лионского кредита
- Гольдштанд Иван Леонтьевич, статский советник
- Готтингер, Рудольф[3]; барон — президент французского банка «Готтингер и К°»[4]
- Денорманди, Эрнест[5] — президент французского банка «Индокитай»[6]
- Нетцлин, Эдуард[7] — директор Парижского и Нидерландского банка[8]
- Ротштейн, Адольф — директор Санкт-Петербургского международного коммерческого банка
- Штерн, Яков — учредитель и директор Парижского и Нидерландского банка

| Название                                            | Количество акций | Цена акций (золотых рублей) | Доля в акционерном капитале |
| --------------------------------------------------- | ---------------- | --------------------------- | --------------------------- |
| Санкт-Петербургский международный коммерческий банк | 7 355            | 919 375                     | 15,32 %                     |
| Готтингер и К°                                      | 7 325            | 915 625                     | 15,26 %                     |
| Лионский кредит                                     | 7 325            | 915 625                     | 15,26 %                     |
| Парижская национальная учётная контора              | 7 325            | 915 625                     | 15,26 %                     |
| Парижский и Нидерландский банк                      | 7 325            | 915 625                     | 15,26 %                     |
| Санкт-Петербургский учётный и ссудный банк          | 1 000            | 125 000                     | 2,08 %                      |
| Московский купеческий банк                          | 500              | 62 500                      | 1,04 %                      |
| Русский для внешней торговли банк                   | 500              | 62 500                      | 1,04 %                      |
| Σ                                                   | 38 655           | 4 831 875                   | 80,52 %                     |

Среди физических лиц крупнейшим акционером был Адольф Юльевич Ротштейн — доверенное лицо С. Ю. Витте (500 акций на сумму 62 500 золотых рублей).
27 августа (8 сентября) 1896 года между РКБ и императорским китайским правительством был заключён договор о создании акционерного «Общества Китайской восточной железной дороги». Устав этого акционерного общества был утверждён Николаем II 4 (16) декабря 1896 года. В соответствии с уставом обязанности по образования акционерного общества возлагались на РКБ (§ 1), акционерный капитал общества был определён в 5 млн кредитных рублей (§ 10).

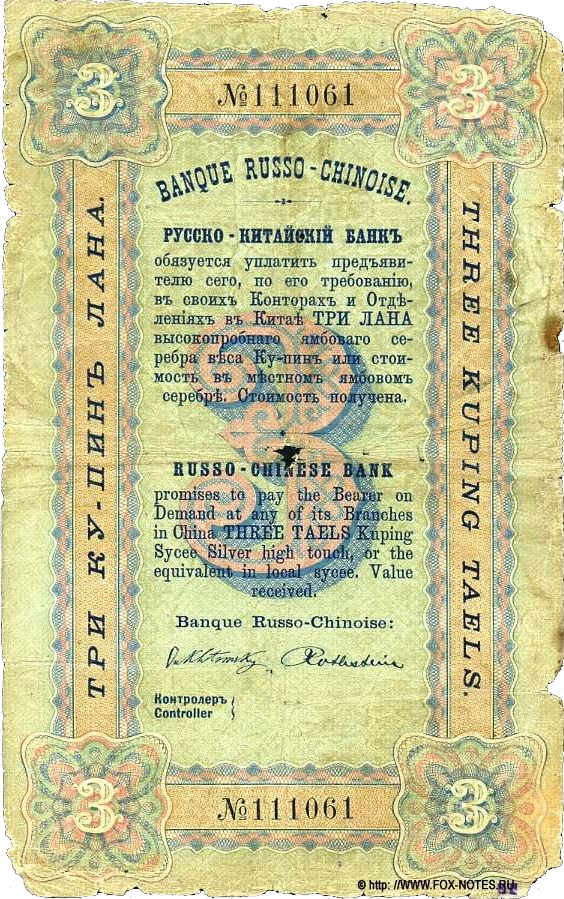
Бон на предъявителя Русско-Китайского банка

С целью усиления контроля над банком Министерство финансов к середине 1898 года купило у акционеров 4222 акции банка и, кроме того, приобрело весь пакет дополнительной эмиссии — 12 тысяч акций.
На соответствующие местные отделения РКБ было возложено проведение казначейских операций: в Порт-Артуре — с 24 июля (5 августа) 1898 года, в Сретенске Забайкальской области — с 24 марта (6 апреля) 1903 года, в Харбине — с 9 (22) июня 1907 года. Со временем усиливалось политическое значение деятельности банка как инструмента экономического обеспечении внешней политики Российской империи в Маньчжурии. К началу Русско-японской войны 1904—1905 гг. банк стал основным каналом перемещения русских капиталов в этот регион. Среди работавших на китайской территории 10 иностранных банков он занимал вторую позицию.
В 1906 году банк получил право выпускать акции в серебряной валюте по нарицательной цене в 125 шанхайских лан.
В связи с Русско-японской войной РКБ понёс большие материальные потери. Министерство финансов в 1906 году приняло решение продать принадлежащие ему 33 346 акций, и контроль над банком перешёл к французским акционерам. С целью укрепления Русско-Китайского банка и возвращения контроля над ним директором-распорядителем банка в 1908 году был назначен А. И. Путилов, ранее занимавший должность товарища министра финансов. По воспоминаниям С. Ю. Витте, Путилов был «одним из самых влиятельных финансистов в банковских сферах не только у нас в Петербурге, но и за границей». А. И. Путилов последовательно добивался принятия решения о слиянии Русско-Китайского банка с другим крупным банком. Планируемое соглашение с Сибирским торговым банком не было достигнуто.
Переговоры с Северным банком завершились успехом и собрания акционеров обоих банков в марте 1910 года приняли решения о слиянии с целью образования нового банка — Русско-Азиатского. 14 (27) июня 1910 года Николай II утвердил Положение Совета министров "Об учреждении акционерного коммерческого банка под наименованием: «Русско-Азиатский Банк». Согласно утверждённому положению, за основу устава нового банка был принят устав РКБ, кроме того, в положении говорилось не о слиянии банков, а о присоединении Северного банка к РКБ и переименовании последнего в Русско-Азиатский банк. При этом, положением устанавливались курсы обмена акций каждого из двух банков на новые акции Русско-Азиатского банка. Часть имущества РКБ не передавалась на баланс нового банка и подлежала продаже с распределением выручки между акционерами РКБ. Таким образом, согласно современной терминологии, произошедшее укрупнение представляет собой не присоединение, а слияние форм. Юридически, в соответствии с примечанием 1 к § 1 части III названного акта, РКБ прекратил существование 9 (22) октября 1910 года — в день опубликования этого акта в Собрании узаконений.

## Особенности устава
Согласно уставу банка (§ 1), основным предметом его деятельности было производство торговых операций в странах Восточной Азии. Складочный капитал банка первоначально определялся в 6 миллионов рублей золотом и распределялся на 48 тысяч акций по 125 рублей каждая (§ 4). Согласно § 41 владелец 25 акций имел на собрании акционеров 1 голос, владелец 75 акций — 2, 150 акций — 3, 250 — 4, свыше 250 акций каждые 100 акций давали право на один голос. При этом ни одно лицо, даже при наличии доверенностей, не могло иметь более 20 голосов (§ 43). Таким образом, крупные французские акционеры, оплатившие более 61 % начального акционерного капитала, не имели до 1906 года большинства голосов на общем собрании и не могли не только обеспечивать принятия правлением банка нужных им решений, но даже не имели возможности блокировать решения правления.
Для коммерческой деятельности банка были созданы беспрецедентно благоприятные условия: банк наделялся полномочиями (§ 14), выходящими за пределы обычной банковской деятельности (покупка и продажа товаров и недвижимости — пп. 2 и 13, выпуск собственных денежных знаков — п. 9, чеканка китайской монеты, приобретение концессий на постройку в пределах Китая железных дорог и проведение телеграфных линий — п. 10, страхование — п. 12); чистая прибыль, вырученная от совершённых за границей операций, не подлежала обложению государственными сборами (§ 60); находящиеся в Азии отделения банка состояли под покровительством представителей правительства Российской империи (§ 68). Несмотря на то, что основной предмет деятельности банка был внешнеэкономическим, устав предусматривал учреждение особого Русского отделения банка (§ 1) для предоставления ему возможности помещать в пределах России часть своих капиталов и временно свободных средств, с правом производства многих банковских операций (§ 14, раздел II). Кроме того, банк имел право, с разрешения министра финансов, учреждать в России и за границей отделения там, «где сие окажется нужным» (§ 2).
В некоторых публикациях без ссылок на источники приводится информация о том, что в устав банка соответственно в 1898 или 1904 году были внесены изменения, предоставляющие министру финансов право утверждать членов правления банка. Однако эта информация не находит подтверждения ни в Полном собрании законов, ни в Собрании узаконений, ни в иных первичных источниках.

## Руководство

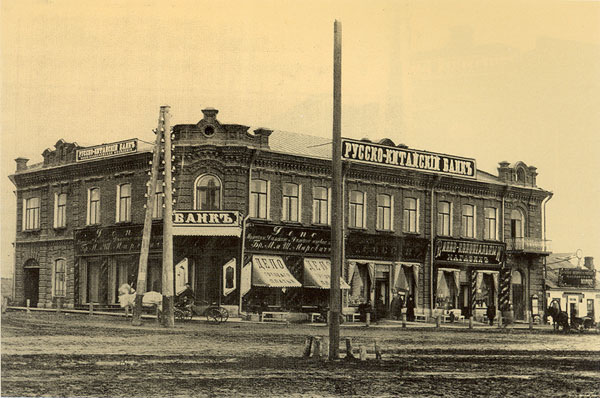
Здание отделения банка в Новосибирске (не ранее 1906, не позже 1910 года)

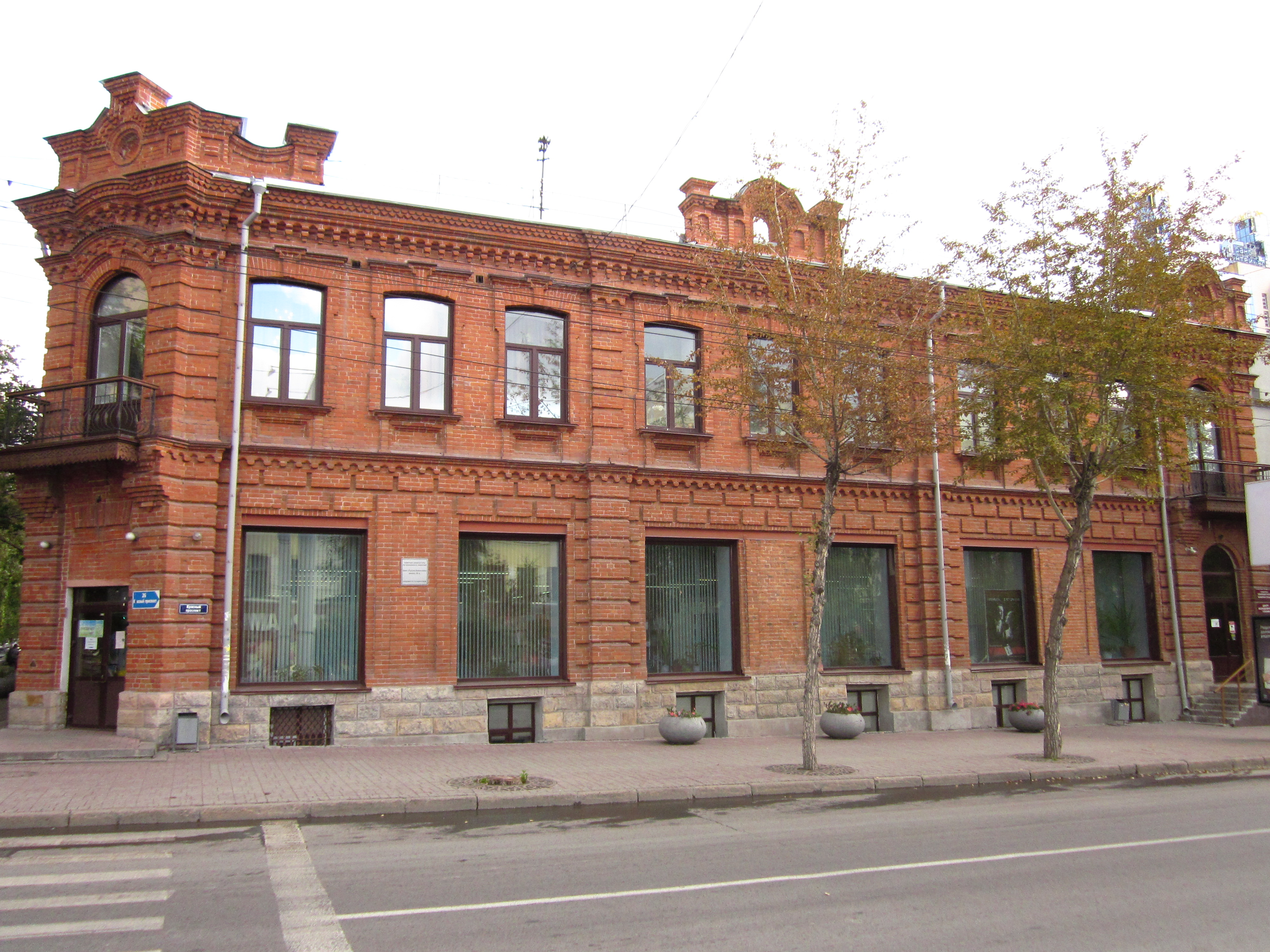
То же самое здание в 2012 году

(В скобках — период работы)

### Председатель правления
- Ухтомский Эспер Эсперович (1896—1910)

### Директор-распорядитель
- Путилов Алексей Иванович (1908—1910)

### Члены правления
- Барк Пётр Львович (1899—1904)
- Бизо, Виктор (1906—1908)
- Вентцель Александр Николаевич (1909—1910) — товарищ председателя правления КВЖД
- Верстрат Морис Эмильевич (1901—1910) — финансист, надворный советник
- Вышнеградский Александр Иванович (1903—1908)
- Готтингер, Иосиф (1896—1910)
- Давыдов Леонид Фёдорович (1901—1908)
- Кноп Фёдор (1903—1907) — совладелец Измайловской мануфактуры
- Нетцлин, Эдуард (1896—1910)
- Нотгафт Фёдор Карлович (1896—1898) — финансист
- Покотилов Дмитрий Дмитриевич (1903—1904)
- Прове Иван Карлович (1899—1901) — купец, коммерции советник
- Путилов Алексей Иванович (1906—1908)
- Романов Пётр Михайлович (1896—1898)
- Ротштейн Адольф Юльевич (1896—1904)
- Рэндр, Гастон (1907—1910)
- Сольский Семён Семёнович (1906—1910)
- Старцев Алексей (Антип) Дмитриевич (1896—1900)
- Стахович Михаил Александрович (1909—1910)
- Циглер Эмилий Карлович (1899—1900) — главный инженер КВЖД
- Шабриер, Август (1896—1906)
- Шипов Иван Павлович (1899—1902)

### Директор
- Бок Павел Адольфович (1906—1910) — коммерции советник

### Товарищи директора
- Берг Константин Викторович (1906—1909)
- Бок Павел Адольфович (1903—1906)
- Вебер Иосиф Иосифович (1896—1902)
- Габриэль Степан Берт. (1910) — коммерции советник
- Пфейфер Франц Андреевич (1896—1902)
- Шляков Павел Александрович (1896—1904)

## Показатели деятельности

### Финансы
- Основной капитал: 1896 год — 6 млн руб., 1899 год — 9 млн руб., 1901 год — 11,25 млн руб., 1903 год — 15 млн руб., 1907—1910 годы — 15 млн руб. и 2 млн шанхайских ланов.
- Запасный капитал: 1904 год — 3,75 млн руб., 1906 год — 4,416 млн руб., 1907 год — 7,13 млн руб., 1910 год — 5,24 млн руб.
- Оборотный вклад правительства Китая с 1900 года — 5 млн ку-пин ланов.
- Чистая прибыль: 1897 год — 0,738 млн руб., 1898 год — 1,438 млн руб., 1899 год — 1,564 млн руб., 1900 год — 2,161 млн руб., 1903 год — 4,3 млн руб., 1904 год — 1,145 млн руб.

### Количество и структура отделений
- 1899 год: 20 отделений. В России — 8, в зарубежной Азии — 11, в Западной Европе — 1 (Париж).
- 1904 год: 50 отделений. В России — 22, в зарубежной Азии — 26, в Западной Европе — 1 (Париж), в США — 1 (Сан-Франциско).
- 1907 год: 47 отделений. В России — 22, в зарубежной Азии — 22, в Западной Европе — 2 (Париж, Лондон), в США — 1 (Сан-Франциско).
- 1910 год: 55 отделений. В России — 31, в зарубежной Азии — 20, в Западной Европе — 2 (Париж, Лондон), в США — 2 (Сан-Франциско, Нью-Йорк).

## Адреса правления в Санкт-Петербурге
- 1896—1898 — Английская наб., 6 (особняк Тенишевых).
- 1898—1902 — Невский проспект, 58 (в одном здании с Санкт-Петербургским международным коммерческим банком).
- 1902—1910 — Екатерининская ул., 8 (в одном угловом здании с Елисеевским магазином).